# プラパン・シーシン
プラパン・シーシン（Phra Phan Si Sin、พระพันศรีศิลป์、？ - 1629年）は、タイのアユタヤ王朝の王・ソンタムの弟。
ソンタム王の死後に王位を予定されていたが、ソンタム王が王位を長子のチェーター親王に譲ると遺言したため、ソンタム王の死後のアユタヤー宮廷内は、シーシン派とチェーター派に分かれて対立した。結局はチェーター親王が王位を得ることになり、シーシンはクーデターを試みて失敗する。殺されるはずであったが、チェーター親王が哀れんだため、ペッチャブリーに流されたのみで済んだ。しかし、再びクーデターを企てていたところ、チェーターに計画が漏れて捕らえられ、処刑された。